# Вдовствующая императрица (фильм, 1975)
«Вдовствующая императрица» (англ. The Empress Dowager, кит. трад. 傾國傾城, пиньинь qīng guó qīng chéng) — гонконгский фильм 1975 года режиссёра Ли Ханьсяна, снятый на киностудии Shaw Brothers.

## Сюжет
Историческая драма, посвященная Императрице Цыси — женщине, вышедшей из обедневшего мандаринского рода и ставшей фактической правительницей полумиллиардной империи чуть меньше, чем на полвека (1861—1908 годы), правя «из-за бамбуковой занавеси» четырёх номинальных императоров.
Несмотря на обещание Цыси племяннику и приемному сыну независимости в правлении, принц Цзайтянь, взойдя на трон как император Гуансюй, обнаруживает, что это не так. Попытки ограничивать влияние продажных чиновников и евнухов при отсутствии опыта и верных людей не приводят к ощутимым результатам, только повышая напряженность отношений с теткой. Бессильный что-то сделать, не испытывающий любви ни приемной матери, ни «назначенной» без любви супруги Цзинфэнь, Гуансюй, став относительно взрослым (как и его предшественник, и наследник, он начал «править» с детского возраста), пытается развлекаться многочисленными связями, но реально единственные его отдушины в полном царедворцев и шпионов дворце — любовь к наложнице Чжэнь и верная дружба молодого евнуха Ляньцая.

## В ролях
| Актёр       | Роль                          |
| ----------- | ----------------------------- |
| Лиза Лу Янь | вдовствующая императрица Цыси |
| Ти Лун      | император Гуансюй             |
| Айви Лин По | императрица Цзинфэнь          |
| Сяо Яо      | наложница Чжэнь               |
| Чэнь Пин    | наложница Цзинь               |
| Мяо Тянь    | главный евнух Ли Ляньин       |
| Дэвид Цзян  | евнух Ко Ляньцай              |
| Чён Ин      | советник Вэн Тунхэ            |
| Ку Фэн      | сановник Ли Хунчжан           |
| Хао Люйжэнь | великий князь Гун             |

## Награды
12-й Тайбэйский кинофестиваль Golden Horse (1975)
- Лучшая женская роль — Лиза Лу Янь
- Лучшая арт-режиссура — Чань Кинсам
- Премия за выдающееся драматическое кино («„Лучший фильм“ 2-й степени»)[2]